# Sluke (plaats)
Sluke is een bestuurslaag in het regentschap Rembang van de provincie Midden-Java, Indonesië. Sluke telt 3194 inwoners (volkstelling 2010).